# Madeleine de Scudéry
Madeleine de Scudéry, também conhecida como Mademoiselle de Scudéry (Le Havre, 15 de novembro de 1607 — 2 de junho de 1701), foi uma escritora francesa de estilo literário conhecido como preciosismo. Era conhecida pelo pseudónimo de George, conduziu um importante salão literário de meados do século XVII na França e nunca se casou. Foi a primeira mulher a obter o prémio da Academia Francesa.

## Biografia
Nascida no ano de 1607, em Le Havre, Normandia, no seio de uma família aristocrática de pouco reconhecimento. Se tornou órfã aos 6 anos de idade, ficando a partir daí sob os cuidados de um tio que era clérigo e que lhe proporcionou uma vasta educação. Estudou escrita, desenho, pintura, música e dança, além dos idiomas espanhol e italiano. Recebeu educação prática em medicina, agricultura e economia doméstica.
Estabeleceu-se em 1637 em Paris, no bairro de Marais, junto ao seu irmão mais velho, o escritor Georges de Scudéry, passando a frequentar o Hôtel de Rambouillet, no qual debatia o estilo literário do preciosismo. Nesse período lançou sua carreira literária na qual escreveu volumosas novelas galantes. Sob o pseudônimo de Georges, o nome de seu irmão, publicou os romances históricos Ibrahim or the Ilustrious Basa em 1641 e Illustrious Women or Heroic Harangues em 1642. Adquiriu fama com o romance Artamène or the Great Cyrus, dividido em dez volumes publicados entre os anos de 1648 e 1653. Escreveu também Clélie, histoire romaine, publicado entre os anos de 1654 1660.
Conduziu um salão literário por conta própria conhecido como "sábados de Mme. de Scudéry", nos quais personagens proeminentes da sociedade francesa, tais quais, Madame de Lafayette, de Maintenon, Sevigné, bem como, Antoine Gombaud e Paul Pellisson reuniam-se para discutir questões eruditas e galantes. Os debates envolviam questões do amor, bem como, os escritos de Montaigne, Pierre Charron, e Marguerite de Navarre sobre a natureza da amizade.
Teóricos apontam que ao se apropriar do estilo de escrita de conversação, ou seja, texto escrito em forma de diálogos, em sua obra Conversations sur Divers Sujets, Madeleine de Scudéry elaborou uma retórica própria de caráter protofeminista.
Outro pseudônimo de Madeleine de Scudéry era denominado Safo.

## Legado
Madeleine de Scudéry fez parte de um movimento no final do Renascimento na Inglaterra e na França, onde as mulheres usavam a teoria retórica clássica para si. Ela revisou o discurso para ser modelado na conversa em vez de falar em público, favorecendo que, como um meio de retórica, o orador no salão construiu sobre as ideias do orador antes delas, optando pelo consenso em vez do argumento. Ela é uma das figuras centrais associadas à conversa de "salão" e à escrita de cartas.